# Miratge grec
Miratge grec és una escultura situada al mig d'una rotonda d'accés a Empúries, al municipi de l'Escala (Alt Empordà). Inaugurada el 15 de març de 2015, és obra de l'artista Lluís Roura Juanola, resident a l'Escala, que va ser ajudat pels artistes Mario Sousa i Mauro Rubio. L'escultura, feta amb formigó tintat i acer inoxidable, simula el coll d'una àmfora grega, sobre la qual hi ha representades quatre figures femenines que sobresurten i que recreen imatges que han estat localitzades a Empúries. Cadascuna s'identifica amb un nom actual, però escrit en grec: Teresa, Paquita, Maria del Mar i Carme.